# Rafaï
Rafaï este un oraș din Republica Centrafricană.